# دختر پسرانه
دختر پسرانه (انگلیسی: The Son-Daughter) یک فیلم درام آمریکایی محصول سال ۱۹۳۲ از هالیوود پیشا-کد است که به کارگردانی کلارنس براون ساخته شده و توسط جان اف. گودریچ، کلودین وست و لئون گوردون بر اساس نمایشنامه‌ای به همین نام اثر دیوید بلاسکو نوشته شده است. این فیلم با بازی هلن هیز، رامون نووارو، لوئیس استون، وارنر اولاند و رالف مورگن در تاریخ ۲۳ دسامبر ۱۹۳۲ توسط مترو گلدوین میر منتشر شد.
در محله چینی‌ها در سانفرانسیسکو، تام لی، شاهزاده‌ای چینی که خود را به‌عنوان یک دانشجو جا زده است، در میان تنش‌های بین گروه‌های مختلف جامعه چینی، عاشق لین هوا می‌شود. داستان فیلم به‌طور کامل در میان افرادی از تبار چینی رخ می‌دهد، اما تمامی نقش‌ها، به‌جز چند نقش فرعی، توسط بازیگرانی با پوست سفید که به‌شکل مناسب گریم شده‌اند، ایفا می‌شود. این شیوه که به «چهره زرد» (Yellowface) معروف است، تا اوایل دهه ۱۹۶۰ در هالیوود مرسوم بود.

## خلاصه داستان
سال ۱۹۱۱. در چین، مردم علیه سرکوب دولت به پا خواسته‌اند. در محله چینی‌های سانفرانسیسکو، ساکنان اصالتاً چینی مقدار زیادی پول جمع‌آوری می‌کنند تا از هم‌وطنان خود در مبارزه برای آزادی با تأمین سلاح و دارو حمایت کنند. کشتی‌ای برای حمل این کمک‌ها و تجهیزات اجاره و بارگیری شده است، اما تلاش‌ها با موانع جدی از سوی «فن شا»، که می‌خواهد به هر قیمتی از حرکت کشتی جلوگیری کند، روبرو می‌شود.
در همین حال، دکتر «دانگ تانگ» مشغول فراهم کردن خوشبختی برای دخترش «لین هوا» است که عاشق دانشجوی خجالتی «تام لی» شده است. اما پیش از مراسم ازدواج، «سین کای»، یکی از سخنگویان برجسته جامعه چینی، خواستار رعایت سنت می‌شود. از آنجا که دکتر تانگ پسری ندارد، باید مبلغ ۲۵ هزار دلار به جامعه پرداخت کند، اما او چنین منابعی در اختیار ندارد. وقتی متوجه می‌شود بسیاری از دختران جوان چینی به دلیل این رسوم قدیمی نمی‌توانند ازدواج کنند، تصمیم می‌گیرد دخترش را به عقد ازدواج درآورد. بعدها آشکار می‌شود که «تام لی» در واقع شاهزاده «چون»، یک وارث ثروتمند از چین است، که این تصمیم را برای تانگ آسان‌تر می‌کند.
فن شا همه تلاش خود را برای جلوگیری از حرکت کشتی به کار می‌گیرد، حتی دکتر تانگ را به قتل می‌رساند و سپس تام لی را نیز می‌کشد. در یک رویارویی نهایی، «لین هوا» که تظاهر می‌کند قصد ازدواج با فن شا را دارد، موفق می‌شود او را با استفاده از موی بافته‌اش خفه کند. پس از این حادثه، لین هوا با افتخار سوار کشتی کمک‌ها می‌شود و برای مبارزه در راه آزادی مردم چین و غلبه بر رسوم قدیمی آماده می‌شود.

## پیش‌زمینه
مانند بسیاری از تولیدات بزرگ مترو گلدوین مایر در آن زمان، دختر پسرانه نیز تاریخچه تولید پیچیده‌ای داشت. برنامه اولیه این بود که فیلم در اوایل سال ۱۹۳۲ بر اساس نمایشنامه‌ای به همین نام اثر دیوید بلاسکو ساخته شود و ژاک فیدر کارگردانی آن را بر عهده بگیرد. رابرت مونتگومری و ریچارد کرامول برای نقش «تام لی» در نظر گرفته شده بودند و آزمایش‌هایی نیز با لوپه ولز و آنا می وونگ انجام شد. با این حال، آنا می وونگ به دلیل «چینی بودن بیش از حد ظاهرش» برای نقش انتخاب نشد.
در نهایت، هلن هیز برای نقش انتخاب شد و رامون نووارو، که پس از ورود فیلم‌های ناطق دوران سختی را پشت سر می‌گذاشت، نقش مکمل تام لی را پذیرفت. دستمزد نووارو که در گذشته بین ۷۵۰۰ تا ۱۰ هزار دلار در هفته بود، برای این فیلم به ۵ هزار دلار کاهش یافت. او امیدوار بود که با بازی در کنار هیز، که به‌تازگی برنده اسکار بهترین بازیگر زن برای فیلم گناه مدلون کلودت شده بود، به عنوان بازیگری درام شناخته شود. با این حال، این فیلم در گیشه محبوبیت چندانی پیدا نکرد و تنها ۸ هزار دلار درآمد کسب کرد.
برای ایجاد ظاهر چینی برای بازیگران، تیم گریم استودیو تلاش زیادی کرد. استفاده از «چهره زرد» تا اوایل دهه ۱۹۶۰ در هالیوود ادامه داشت و در آن زمان بازیگرانی مانند میکی رونی و الک گینس با گریم مناسب، نقش شخصیت‌های ژاپنی را در فیلم‌هایی مانند صبحانه در تیفانی و ۱۰۰۰ مایل تا یوکوهاما ایفا کردند، بدون اینکه این روش در آن زمان مورد انتقاد قرار گیرد.

## بازیگران
- هلن هیز در نقش لین هوا
- رامون نووارو در نقش تام لی
- لوئیس استون در نقش دکتر دانگ تانگ
- وارنر اولاند در نقش فن شا
- رالف مورگن در نقش فانگ فوهای
- لوئیس کلاسر هیل در نقش توی یاه
- اچ. بی. وارنر در نقش سین کای

## پذیرش
بر اساس زندگی‌نامه نوشته آندره سوآرس دربارهٔ رامون نووارو با عنوان Beyond Paradise، «[این ستاره] هنگام اکران فیلم The Son-Daughter در تاریخ ۲۳ دسامبر ۱۹۳۲ تنها بازخوردهای مثبتی اندک دریافت کرد» و با وجود شهرت نووارو به‌عنوان بازیگر اصلی هالیوود در آن زمان، «خود فیلم به‌طور کلی نقدهای منفی زیادی دریافت کرد».